# 1924 en Belgique
Chronologie de la Belgique
- 1920
- 1921
- 1922
- 1923
- 1924
- 1925
- 1926
- 1927
- 1928

Cette page recense des événements qui se sont produits durant l'année 1924 en Belgique.

## Chronologie
- 27 février : chute du gouvernement Theunis I. Le roi nomme à nouveau Georges Theunis formateur[1].
- 13 mars : installation du gouvernement Theunis I remanié.

## Culture

### Architecture

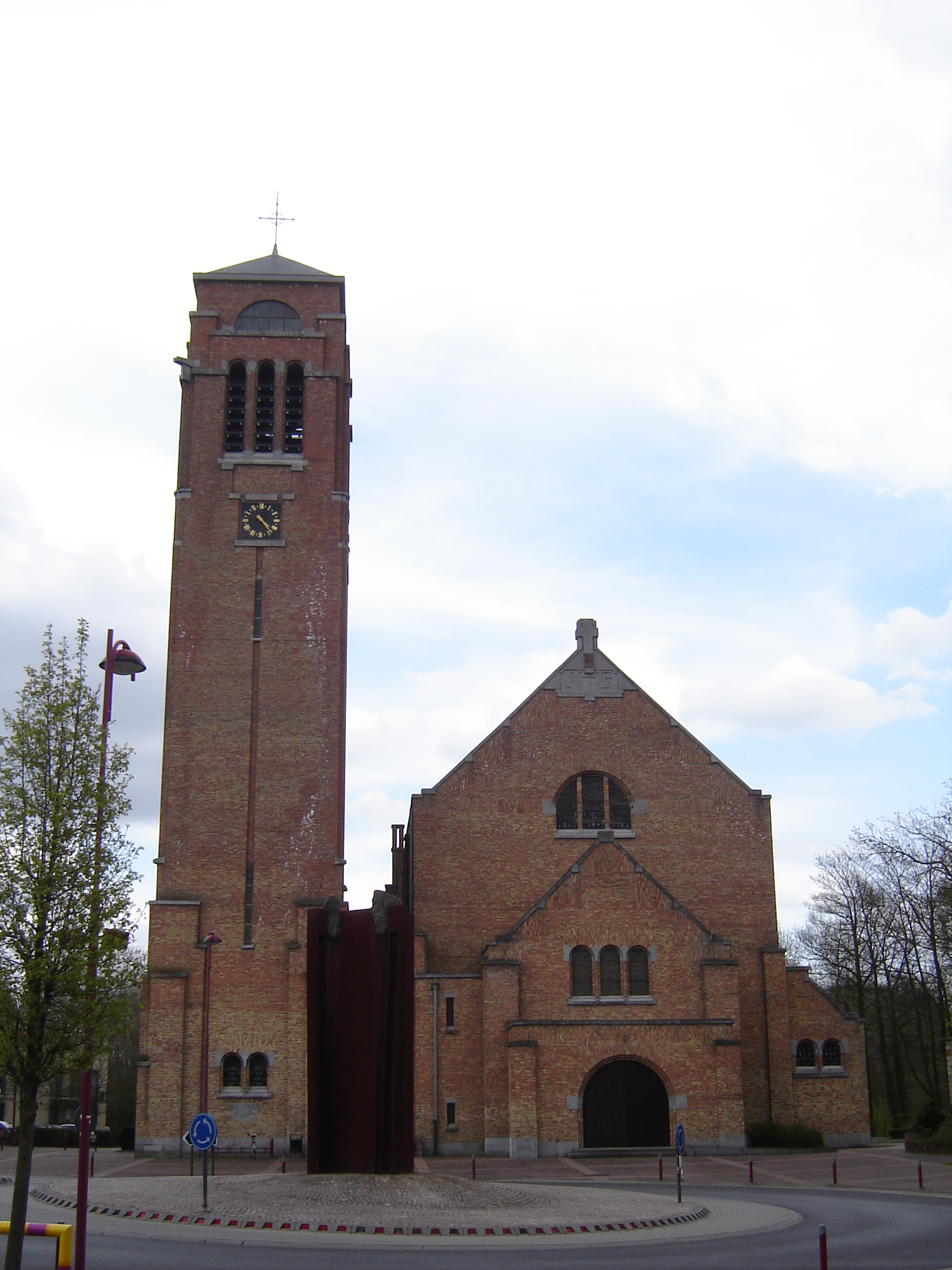
Église Notre-Dame, à Zonnebeke (Modernisme, Huib Hoste)

### Cinéma
- Dans Bruges-la-morte de Paul Flon.
- Les Demi-vierges d'Armand Du Plessy.

### Littérature
- Ægri Somnia, recueil de Max Elskamp[2].
- Le Citadin, recueil d'Odilon-Jean Périer[3].
- La Flamme immortelle, recueil d'Albert Mockel[4].
- Le Ménétrier, recueil de Robert Vivier[5].
- Notes prises d'une lucarne, poèmes en prose de Franz Hellens[6].
- La Source au fond des bois, recueil de Fernand Séverin[7].
- Toi qui pâlis au nom de Vancouver, recueil de Marcel Thiry[8].

## Sciences
- Du 24 au 29 avril : quatrième congrès Solvay de physique à Bruxelles.

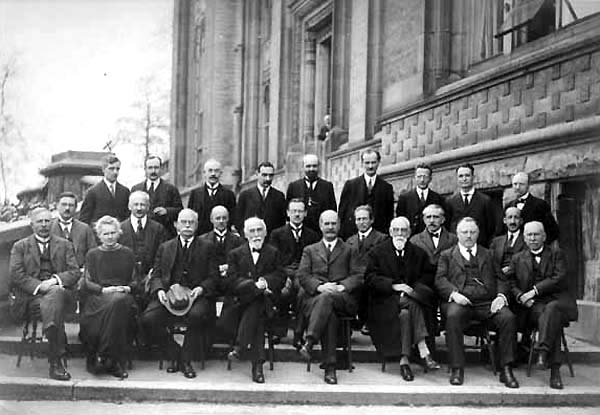
Congrès Solvay à Bruxelles (avril 1924).

## Naissances
- 3 janvier : André Franquin, auteur de bande dessinée († 5 janvier 1997).
- 12 janvier : Olivier Gendebien, coureur automobile († 2 octobre 1998).
- 30 mars : Serge Vandercam, photographe, peintre et sculpteur († 10 mars 2005).
- 9  avril : Lucien Outers,  homme politique († 2 avril 1993).
- 16 avril : Antoine de Vinck, céramiste et sculpteur († 13 mai 1992).
- 6 mai : Maurice Mollin, coureur cycliste († 5 août 2003).
- 3 juin : Léon Hurez, homme politique († 27 juillet 2004).
- 22 juin : Norbert Callens, coureur cycliste († 12 mars 2005).
- 24 juin :
  - Charles Cornet d'Elzius, homme politique († 27 juin 2006).
  - Jacques Pelzer, saxophoniste et flûtiste de jazz († 6 août 1994).
- 9 septembre : Rik Van Steenbergen, coureur cycliste († 15 mai 2003).
- 22 septembre : Hilaire Couvreur, coureur cycliste († 17 février 1998).
- 6 octobre : Charles Poswick, homme politique († 28 juillet 1994).
- 23 novembre : André Rosseel, coureur cycliste († 8 décembre 1965).

## Décès
- 19 février : Edmond Picard, juriste et écrivain (° 15 décembre 1836).
- 17 mars : Joseph Hellebaut, militaire et homme politique (° 21 février 1842).
- 14 juin : Émile Claus, peintre (° 27 septembre 1849).
- 28 septembre : Iwan Gilkin, écrivain (° 7 janvier 1858).
- 7 décembre : Charles Hermans, peintre  (° 17 août 1839), mort à Menton (France).